# Carl Strömfelt (1894–1966)
Carl Melcher Harald Strömfelt, född den 20 juli 1894 i Stockholm, död den 1 december 1966 i Västra Husby församling, Östergötlands län, var en svensk greve och militär. Han var son till Fredrik Strömfelt.
Strömfelt avlade studentexamen vid Lundsberg 1913 och officersexamen 1915. Han blev löjtnant vid Livregementets dragoner 1915 och ryttmästare i kavalleriets reserv 1930. Strömfelt genomgick Ridskolan 1916, Infanteriskjutskolan 1918 och Gymnastiska centralinstitutet 1919. Han övertog Hylinge fideikommiss från sin farbror 1926 och innehade aktiebolaget Hylinge egendom från 1964. Strömfelt var friherre till dess att han blev greve vid sin fars död 1949. Han blev riddare av Vasaorden 1944 och av Svärdsorden 1946.